# Íñigo Cervantes
Íñigo Cervantes Huegun García (* 30. November 1989 in Irun) ist ein spanischer Tennisspieler.

## Leben und Karriere
Cervantes Huegun konnte auf der ATP Challenger Tour bislang drei Titel gewinnen, davon zwei im Einzel und einen weiteren im Doppel. Sämtliche Titel gewann der Spanier auf Sand. Auf der ATP World Tour qualifizierte er sich erstmals 2010 in Auckland für ein Hauptfeld, scheiterte in der Auftaktrunde jedoch an Philipp Kohlschreiber. Seinen Debütsieg auf der World Tour feierte er erst 2012 in Estoril, als er in der ersten Runde Igor Andrejew in drei Sätzen schlug. Im Viertelfinale hatte er gegen Robin Haase das Nachsehen. Bei Grand-Slam-Turnieren gelang ihm 2012 in Wimbledon erstmals die Qualifikation für das Hauptfeld. Er konnte auch sogleich sein Auftaktspiel gegen Flavio Cipolla trotz 0:2-Rückstand noch in fünf Sätzen gewinnen. In der zweiten Runde war er gegen Michail Juschny chancenlos und verlor glatt in drei Sätzen.

## Erfolge
| Legende (Anzahl der Siege)  |
| Grand Slam                  |
| ATP World Tour Finals       |
| ATP World Tour Masters 1000 |
| ATP World Tour 500          |
| ATP World Tour 250          |
| ATP Challenger Tour (17)    |

### Einzel

#### Turniersiege
| Nr. | Datum              | Turnier   | Belag    | Finalgegner                 | Ergebnis       |
| --- | ------------------ | --------- | -------- | --------------------------- | -------------- |
| 1.  | 27. Juli 2009      | Saransk   | Sand     | Jonathan Dasnières de Veigy | 7:5, 6:4       |
| 2.  | 25. September 2011 | Trnava    | Sand     | Pavol Červenák              | 6:4, 7:63      |
| 3.  | 3. Mai 2015        | Ostrava   | Sand     | Adam Pavlásek               | 7:65, 6:4      |
| 4.  | 31. Mai 2015       | Vicenza   | Sand     | John Millman                | 6:4, 6:2       |
| 5.  | 4. Juli 2015       | Marburg   | Sand     | Nils Langer                 | 2:6, 7:63, 6:3 |
| 6.  | 29. November 2015  | São Paulo | Sand (i) | Daniel Muñoz de la Nava     | 6:2, 3:6, 7:64 |

### Doppel

#### Turniersiege
| Nr. | Datum             | Turnier           | Belag     | Partner            | Finalgegner                                     | Ergebnis           |
| --- | ----------------- | ----------------- | --------- | ------------------ | ----------------------------------------------- | ------------------ |
| 1.  | 18. März 2012     | Rabat             | Sand      | Federico Delbonis  | Martin Kližan Stéphane Robert                   | 6:73, 6:1, [10:5]  |
| 2.  | 3. August 2014    | Cortina d’Ampezzo | Sand      | Juan Lizariturry   | Lee Hsin-han Vahid Mirzadeh                     | 7:5, 3:6, [10:8]   |
| 3.  | 9. Oktober 2015   | Mohammedia        | Sand      | Mark Vervoort      | Roberto Carballés Baena Pablo Carreño Busta     | 3:6, 7:62, [12:10] |
| 4.  | 9. September 2016 | Sevilla (1)       | Sand      | Oriol Roca Batalla | Ariel Behar Enrique López Pérez                 | 6:2, 6:5 aufgg.    |
| 5.  | 8. September 2017 | Sevilla (2)       | Sand      | Pedro Cachín       | Iwan Gachow David Vega Hernández                | 7:65, 3:6, [10:5]  |
| 6.  | 28. November 2020 | Lima              | Sand      | Oriol Roca Batalla | Collin Altamirano Witalij Satschko              | 6:3, 6:4           |
| 7.  | 9. April 2022     | Murcia            | Sand      | Oriol Roca Batalla | Pedro Cachín Martín Cuevas                      | 6:74, 7:64, [10:7] |
| 8.  | 2. Juli 2022      | Troyes            | Sand      | Oriol Roca Batalla | Thiago Agustín Tirante Juan Bautista Torres     | 6:1, 6:2           |
| 9.  | 3. Juni 2023      | Troisdorf         | Sand      | Oriol Roca Batalla | Manuel Guinard Grégoire Jacq                    | 6:2, 7:61          |
| 10. | 27. Juli 2024     | Tampere           | Sand      | Daniel Rincón      | Thomas Fancutt Johannes Ingildsen               | 6:3, 6:4           |
| 11. | 8. Februar 2025   | Teneriffa         | Hartplatz | Daniel Rincón      | Nicolás Álvarez Varona Iñaki Montes de la Torre | 6:2, 6:4           |

#### Finalteilnahmen
| Nr. | Datum            | Turnier      | Belag | Partner       | Finalgegner                       | Ergebnis |
| --- | ---------------- | ------------ | ----- | ------------- | --------------------------------- | -------- |
| 1.  | 14. Februar 2016 | Buenos Aires | Sand  | Paolo Lorenzi | Juan Sebastián Cabal Robert Farah | 3:6, 0:6 |